# Trypetisoma cotterense
Trypetisoma cotterense är en tvåvingeart som beskrevs av Kim 1994. Trypetisoma cotterense ingår i släktet Trypetisoma och familjen lövflugor. Inga underarter finns listade i Catalogue of Life.